# Systoechus solitus
Systoechus solitus är en tvåvingeart som först beskrevs av Walker 1849.  Systoechus solitus ingår i släktet Systoechus och familjen svävflugor. Inga underarter finns listade i Catalogue of Life.